# Anthomyia koreana
Anthomyia koreana är en tvåvingeart som beskrevs av Suh och Kae Kyoung Kwon 1985. Anthomyia koreana ingår i släktet Anthomyia och familjen blomsterflugor.
Artens utbredningsområde är Sydkorea. Inga underarter finns listade i Catalogue of Life.